# 伊马姆奥卢 (阿达纳省)
伊马姆奥卢（土耳其語：İmamoğlu）是土耳其的城鎮，位於該國南部，由阿達納省負責管轄，距離阿達納45公里，海拔高度73米，受地中海氣候影響，主要經濟活動有農業和畜牧業，2011年人口30,105。

## 外部連結
- District governorate's official website （页面存档备份，存于） （土耳其文）
- District municipality's official website （土耳其文）